# Verena Marisa
Verena Marisa (* 1984 in Starnberg) ist eine deutsche Komponistin und Theremin-Spielerin.

## Leben
Verena Marisa studierte Komposition an der Hochschule für Musik und Theater München bei Enjott Schneider und Jan Müller-Wieland. 2009 erschienen ihre erste Filmvertonungen, wobei der TV-Film Operation Zucker mit dem Deutschen Fernsehpreis ausgezeichnet wurde. Seit 2014 komponierte sie diverse Filmmusiken für Tatort-Episoden des Bayerischen Rundfunks.

## Filmografie (Auswahl)
- 2012: Operation Zucker
- 2012: Komakid
- 2014: Tatort: Am Ende des Flurs
- 2014: Ich will dich
- 2015: Tatort: Der Himmel ist ein Platz auf Erden
- 2015: Freundinnen – Alle für eine
- 2016: Im Nesseltal
- 2016: Tatort: Klingelingeling
- 2017: Tatort: Die Liebe, ein seltsames Spiel
- 2019: Tatort: One Way Ticket
- 2020: Das Unwort
- 2021: Tatort: Videobeweis
- 2022: Tatort: Die Blicke der Anderen
- 2023: Tatort: Vergebung
- 2024: Tatort: Ad Acta

## Auszeichnungen
2014 erhielt sie den Nachwuchspreis des Deutschen Filmmusikpreises und den Förderpreis des Berliner Opernpreises, 2017 den Förderpreis Musik der Landeshauptstadt München.